# Prismatolaimus intermedius
Prismatolaimus intermedius är en rundmaskart som först beskrevs av Butschli 1873.  Prismatolaimus intermedius ingår i släktet Prismatolaimus och familjen Prismatolaimidae. Arten är reproducerande i Sverige. Inga underarter finns listade i Catalogue of Life.